# 宗教锡安主义党
宗教錫安主義黨，前稱復興、全國聯盟—復興，是一个在以色列由正统派犹太人所组成的极右翼政党。

## 背景
宗教錫安主義黨成立于1998年，当时Hanan Porat和Zvi Hendel离开了国家宗教党，成立了復興（Tkuma）。该党与民族运动组织Moledet和Herut组成全國聯盟，并且在1999年的选举中赢得了四个席位。當中復興分得1個議席。2000年，Herut退出全國聯盟，成為獨立政黨。
在2003年的选举中，以色列是我們的家園加入了全国联盟，其增加的支持帮助赢得了7个席位，復興亦增加了1個議席。之後復興在內的全國聯盟与利库德集团、變革黨（Shinui）和全國宗教黨组成联合政府，而以色列巴利亚党（Yisrael BaAliyah）則在選舉之後合併到利庫德。但在2004年，全國聯盟因反對沙龍推行以色列撤出加沙的計劃而退出聯合政府。到2005年，以色列是我們的家園退出全國聯盟，全國聯盟後來轉而與復興的舊東家全國宗教黨組成名單，參加2006年的選舉。在這次選舉中，名單合共取得9席，其中復興仍然維持2席的成績。
2008年11月時，全國聯盟的多個政黨本來合併成一個新的政黨（即是後來的猶太人家園），但是因為在新黨當中，原全國宗教黨成員的獨大使其他成員被邊緣化，後來大約一半復興的前成員重建該黨和全國聯盟，最後全國聯盟在2009年的選舉中取得4席，復興仍然維持2席。
2013年時，全國聯盟出現分裂，除了復興以外的成員組成了以色列力量（後來改名成猶太力量），於是復興索性將自己改名成「全國聯盟－復興」，並且與猶太人家園合組名單參選，結果在同年的選舉中，猶太人家園取得12席，成為第四大黨，復興在當中佔有4席，並且在選後加入由內塔尼亞胡領導的政府。之後的2015年選舉，復興繼續與猶太人家園合作，但今次聯盟下跌至8席，復興亦都打回原形，得2席。
2019年選舉時，全國聯盟－復興和猶太人家園與猶太力量合作，組成右翼政黨聯盟參選，結果取得5席，復興則維持2席，而猶太力量沒有取得議席。由於沒有沒有任何一方能夠組成政府，議會被迫提前解散。
之後，右翼政黨聯盟與剛在選舉中未能通過選舉門檻的新右翼談判，最後在7月達成共識，組成右傾參與9月的選舉，結果右傾取得7席，復興仍然維持2席。這次右傾繼續支持利庫德集團的內塔尼亞胡組閣，但不論內塔尼亞胡或者藍與白的甘茨都未能在限期前成功組閣，因此以色列需要進行1年內的第3次大選。
2020年以色列議會選舉，右傾得到6席，復興佔當中的2席。選後，甘茨以應對疫情為由，宣佈與內塔尼亞胡合組政府，但一直支持內塔尼亞胡的右傾在此時出現了分歧，新右翼的班尼特因為不滿新政府推遲司法改革，決定不加入政府，復興亦沒有加入此屆政府；猶太人家園則選擇退出右傾，加入政府。
但聯合政府只是維持了大半年時間就因為財政預算案未能通過而倒台。2021年1月，全國聯盟-復興改名做「宗教錫安主義黨」，並且退出右傾。宗教錫安主義黨聯合包括猶太力量在內的兩個極右翼小黨參選，並取得6席，宗教錫安主義黨佔當中的4席，兩個小黨各佔1席。這次選舉亦是宗教錫安主義黨第一次擔起大旗獨立競選。此屆議會開始後，原屬宗教錫安主義黨的Ofir Sofer決定由利庫德集團回流，該黨的議席由6席增至7席。
2022年，貝內特和拉皮德建立的聯合政府因內閣成員對政策路線的不同而倒台。宗教錫安主義者黨繼續與猶太力量、諾姆兩個政黨合組名單參加2022年議會選舉，結果名單大勝，取得14席，成為議會中的第三大黨，宗教錫安主義黨則佔14席當中的7席。選舉過後，三個黨並沒有組成一個黨團繼續運作，而是分拆成三個派系，據說這是選舉前協議的一部分。
2023年，該黨與猶太人家園合併。